# 샤를 리셰
샤를 로베르 리셰(프랑스어: Charles Robert Richet, 1850년 8월 26일 ~ 1935년 12월 4일)는 프랑스의 생리학자로 1913년에 노벨 생리학 의학상을 수상했다. 알레르기 연구의 아버지이기도 하다.

## 생애
프랑스 파리에서 태어났다. 파리 대학교 교수이자 외과 의사이기도 한 아버지의 영향을 받아 일찍부터 의학에 관심을 가졌다. 파리 대학에 입학 후 의학을 배우고 의사를 목표로하지만, 생리학을 뜻하게 된다. 1869년에 의학 박사 학위를 취득 후, 1878년에는 물리 박사 학위도 받았다. 1879년에 파리 대학 의학부 생리학 강사로 부임, 1887년에는 생리학 교수가 된다. 1913년 아나필락시스 쇼크의 연구를 통해 노벨 생리학 의학상을 수상했다. 체온 조절 기능 연구도 성과의 하나이다. 1927년에 대학을 은퇴 후 평화론의 추진, 항공 과학 연구, 정신 감응 기술 연구를 진행했다.

## 업적
리셰의 생리학 연구는 혈청에서 시작된다. 1888년에 세균에 감염된 동물의 혈액이 같은 세균에 치명적인 영향을 미치는 것을 증명했다. 결핵의 치료에 혈청을 이용할 수 있는 것은 아닐까 생각했고, 1890년부터 결핵 환자를 사용한 혈청 요법의 연구를 시작했다.
1900년 경 열대의 해파리 독 연구를 시작한다. 독의 성분은 몰랐는데 실험을 반복 중 치사량에 이르지 않는 독을 주사 한 개에 1 개월 후 다시 같은 양을 주사하면 급격한 생리적 반응이 일어나 죽음에 이르는 것을 발견했다. 이 반응은 우연이 아니라 여러 번 반복해도 재현 할 수 있었다. 1902년에는 아나필락시스(과민증)이라는 신조어를 만든다. 아나필락시스 쇼크는 오늘날에도 벌에 여러 번 물린 경우에서 볼 수 있는 위험한 반응이다.
1907년에는 아나필락시스 쇼크를 일으켜, 개의 혈청 자체에 아나필락시스 쇼크를 일으킬 능력이 있음을 발표했다.
심령현상 연구에도 주목하여 1905년에는 심령 현상 연구 협회의 회장도 맡았다.